# Point Martin
Der Point Martin ist eine Landspitze an der Südküste von Laurie Island im Archipel der Südlichen Orkneyinseln. Auf der Mossman-Halbinsel liegt sie 1,3 km nordwestlich des Kap Murdoch.
Kartiert wurde sie 1903 bei der Scottish National Antarctic Expedition (1902–1904) unter der Leitung des schottischen Polarforschers William Speirs Bruce. Bruce benannte die Bucht nach William Martin (1875–unbekannt), Able Seaman auf dem Forschungsschiff Scotia bei dieser Expedition.